# Microsoft Office XP
Microsoft Office XP a fost succesorul la Microsoft Office 2000 și predecesorul la Microsoft Office 2003.

### Cerințe minime
- Pentium 2 200 Mhz
- HDD de 4 GB
- RAM 64 MB
- Windows 98 sau mai nou